# Pepco
Pepco — польська мережа магазинів одягу та побутових товарів з головним офісом у Познані. Працює з 1999 року. Належить південноафриканській компанії «Pepkor» та торгується на Франкфуртській фондовій біржі.
Включає понад 1300 дисконтних магазинів у Чехії, Хорватії, Латвії, Литві, Польщі, Румунії, Словаччині, Словенії, Сербії, Болгарії та Угорщині. Близько 60% асортименту мережі — одяг і 40% — побутові товари.

## Історія
Компанія заснована в 1999 році з відкриттям у Польщі філії британської компанії з роздрібної торгівлі «Brown & Jackson». На початку 2000 року відкрито перший магазин одягу та побутових товарів.
«Brown & Jackson» визнали польський бізнес нерентабельним, і в 2004 році активи у Польщі продали «Tradegro», дочірній компанії південноафриканської інвестиційної компанії «Pepkor». Бренд був замінений на «Pepco», а вкладені інвестиції були спрямовані на те, щоб перетворити його на мережу дисконтних магазинів.
До 2012 року «Pepco» відкрила 400 магазинів у Польщі. У 2013 році компанія вийшла на два нові ринки — Чехію та Словаччину. У 2015 році приєдналися ще дві країни — Румунія та Угорщина. За рік мережа складала вже понад 1000 магазинів. У 2017 році компанія вийшла на ринки Хорватії, Словенії, Сербії та Литви, а до початку наступного року Латвії. На червень 2019 року «Pepco» володіла 1392 магазинами у 10 європейських країнах.